# Kanta Nagata
Kanta Nagata (japanisch 永田 貫太 Nagata Kanta; * 11. August 2001 in der Präfektur Aichi) ist ein japanischer Fußballspieler.

## Karriere
Kanta Nagata erlernte das Fußballspielen in der Schulmannschaft der Otori Gakuen High School sowie in der Universitätsmannschaft der Chūkyō-Universität. Von Juni 2023 bis Saisonende 2023 wurde er von der Universität an den Fujieda MYFC ausgeliehen. Der Verein aus Fujieda spielte in der zweiten Liga, der J2 League. 2023 bestritt Nagata 14 Zweitligaspiele. Nach der Ausleihe wurde Nagata von Fujieda am 1. Februar 2024 fest unter Vertrag genommen.